# Geiselnahme von Jerewan 2016

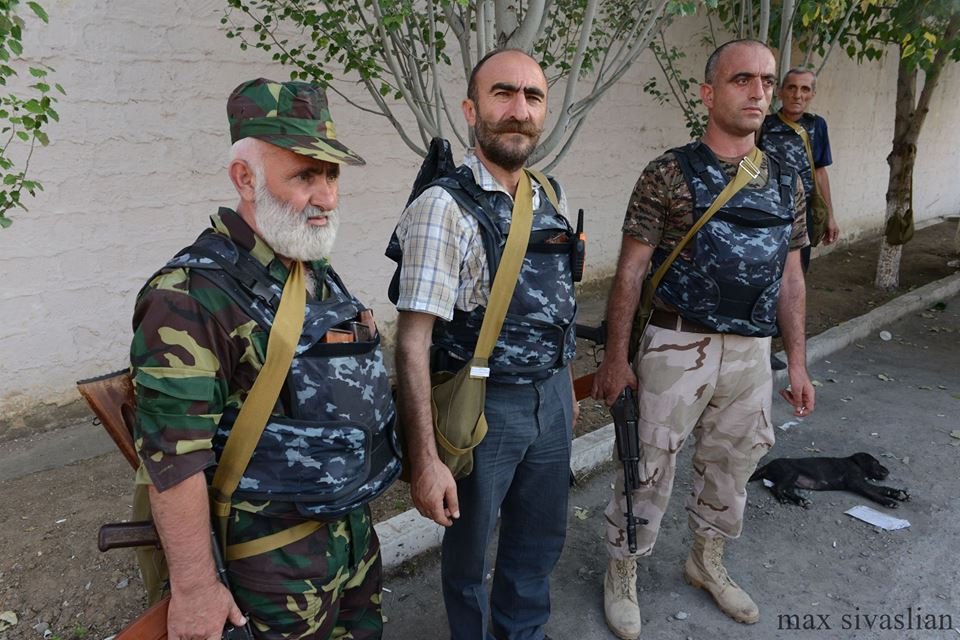
Pawlik Manukjan (Mitte) mit zwei weiteren Aufständischen auf dem Gelände des eingenommenen Polizeireviers

Als Geiselnahme von Jerewan wird die Erstürmung einer Polizeistation in der armenischen Hauptstadt Jerewan vom 17. bis 31. Juli 2016 bezeichnet, bei der eine Gruppe von 30 bewaffneten Regierungsgegnern genannt „Sasna Tsrer“ (armenisch ՍասնաԾռեր ‚Draufgänger von Sasun‘) neun Personen in ihre Gewalt brachten. Sie forderten die Freilassung des inhaftierten Oppositionsführers Schirair Sefilian und den Rücktritt des Präsidenten Sersch Sargsjan. Während der Besetzung wurden drei Polizisten getötet. Bei den darauffolgenden Demonstrationen zwischen den Regierungsgegnern und Polizeikräften wurden bis zu 60 Menschen verletzt.

## Hintergrund
Nach den Präsidentschaftswahlen 2013, bei denen es zu zahlreichen Manipulationen kam, begann die regierende Republikanische Partei Armeniens sukzessive an Popularität und Legitimation bei der Bevölkerung zu verlieren. Der in Libanon geborene Oppositionspolitiker Schirair Sefilian initiierte die „Neue Armenische Befreiungsfront“ und versuchte die unzufriedenen Massen gegen die Regierung von Sersch Sargsjan zu mobilisieren. Er wurde noch 2006 unter dem Vorwurf der Organisation eines Antiregierungsaufstandes gegen den damaligen Präsidenten Robert Kotscharjan zu 18 Monaten Haft verurteilt. 2015 wurde er und einige seiner Anhänger erneut des Staatsstreiches bezichtigt, festgenommen und bald darauf wieder freigelassen. Am 20. Juni 2016 wurde Sefilian zum dritten Mal inhaftiert. Diesmal erklärte die Sonderermittlungsbehörde Armeniens, Sefilian und seine Mitstreiter hätten geplant, die strategisch wichtigen Regierungsgebäude, Kommunikationseinrichtungen und den Fernsehturm von Jerewan mit Gewalt unter ihre Kontrolle zu bringen. Als man ihn angeklagt und zum Gericht vorgeführt hatte, wurden die zuvor ihm zur Last gelegenen Vorwürfe, einen Putsch gegen die Regierung geplant zu haben, fallengelassen. Die Anklagepunkte lauteten der illegale Erwerb und Besitz von Waffen.
Waruschan Awetisian, einer der Anführer von Sasna-Tsrer behauptete jedoch, Sefilian wurde verhaftet, weil dieser den Plänen der Sargsjan-Regierung, sich auf Konzessionen im Bergkarabachkonflikt zu einigen und einige armenisch besetzte Territorien um Bergkarabach herum an Aserbaidschan zurückzugeben, in den Weg stellte. Erst wenige Monate zuvor hatte es schwere Auseinandersetzungen zwischen den armenischen und aserbaidschanischen Armeeeinheiten in Bergkarabach mit hunderten Todesopfern gegeben.

## Geiselnahme
Die Operation der bewaffneten Gruppe um Pawlik Manukjan begann am 17. Juli 2016 gegen 05:30. Sie fuhren ihr Fahrzeug durch die Eingangstür der Polizeiwache Erebuni und übernahmen diese. Bei der Schießerei wurde ein Polizist ermordet und zwei weitere verwundet (einer von ihnen starb später im Krankenhaus). Witali Balasanjan, ein Veteran des Bergkarabachkrieges Anfang der 1990er Jahre, versuchte zwischen den Aufständischen und der Regierung zu vermitteln. Um die Informationsverbreitung über die Geiselnahme zu verhindern, ließ die Regierung soziale Medien und Webseiten einiger kritischer Medienorgane schon am selben Tag blockieren.
Nach vier Tagen setzten die Sasna Tsrer-Männer am 21. Juli zwei Geiseln auf freien Fuß. Am 22. Juli wandte sich Sersch Sargsjan mit einer Ansprache an die Geiselnehmer und forderte diese auf, Besonnenheit zu zeigen und das Leben anderer mit ihren „sinnlosen Aktionen“ nicht zu gefährden. Einige Stunden später verurteile die nationalistische Armenische Revolutionäre Föderation, die damals mit der Republikanischen Partei eine Koalitionsregierung bildete, das Vorgehen von Sasna Tsrer.
Am 23. Juli wurden vier hochrangige Polizeibeamten darunter stellvertretende Polizeichefs General Wartan Jegiasarjan und Waleri Osipjan freigelassen. Im Zuge der Verhandlungen erlaubte die armenische Vollzugsbehörde ca. 40 Medienvertretern in einer ausgewiesenen Zone das Gelände des besetzten Polizeireviers zu betreten und mit Geiselnehmern ins Gespräch zu kommen. Live-Übertragung war jedoch nicht erlaubt. Auf der Pressekonferenz kritisierte Pawlik Manukjan den verschwenderischen Lebensstil der Polizeibehörden in Armenien. Am 25. Juli haben die Bewaffneten im Polizeipräsidium das insgesamt dritte Polizeifahrzeug in Brand gesteckt.
Nach einer Pattsituation in den nächsten fünf Tagen unterbreitete die Jerewaner Polizei am 30. Juli ein Ultimatum an Sasna Tsrer-Männer, die verbliebenen Geiseln freizulassen und sich anschließend zu ergeben. Daraufhin kam es zu einem kurzen Schusswechsel, bei dem ein Polizist ums Leben kam. Doch am nächsten Tag beschlossen die Aufständischen die Waffen niederzulegen, um ein noch größeres „Blutvergießen zu vermeiden“ und den „Widerstand aus dem Gefängnis heraus fortzusetzen“.

## Solidarität der Bevölkerung
Bereits am zweiten Tag der Geiselnahme, dem 18. Juli gingen 1500 Demonstranten auf den Freiheitsplatz von Jerewan, um ihre Solidarität mit den Bewaffneten zu demonstrieren. Es kam zu den ersten Zusammenstößen mit der Polizei. Die Teilnehmer bewarfen die Ordnungskräfte mit Steinen, worauf diese mit Tränengas und Betäubungsgranaten antworteten. Am 28. Juli wuchs die Zahl der Protestler bis auf 20. Tausend Menschen, was zur zunehmenden Eskalation der Lage führte. Die armenische Bereitschaftspolizei griff eine Gruppe von Demonstranten und Journalisten mit Betäubungs- und Blitzgranaten an, während die zivilgekleideten Polizisten mit Metallstäben auf andere Protestteilnehmer losgingen. 60 Menschen wurden dabei verletzt. 14 Journalisten wurden während der Kundgebungen von der Polizei angegriffen. Die Demonstrationen in Jerewan dauerten noch bis zum 11. August. Am 4. August wurden 20 Personen in Polizeigewahrsam genommen.

## Angaben über die Opfer
Die Polizeibehörde von Jerewan sprach von insgesamt 136 Personen, die während der Antiregierungsaktionen festgenommen wurden. Diejenigen, die in die Polizeistationen gebracht wurden, wurden gefoltert und bekamen stundenlang kein Essen bzw. Wasser.
Im Falle des am 30. Juli durch einen Scharfschützen getöteten Polizeibeamten wiesen Sasna Tsrer-Mitglieder jegliche Verantwortung von sich.
Am 30. Juli zündete sich ein Protestteilnehmer namens Katschik Grigorjan an und erlag am 2. August seinen Verbrennungen.
Am 16. März 2017 starb der „Brotbringer“ Artur Sargsjan, der die Aufständischen zwei Wochen lang mit Essen versorgte, im Krankenhaus.

## Internationale Reaktionen
Die Hohe Vertreterin der EU für Außen- und Sicherheitspolitik Federica Mogherini äußerte sich besorgt über die harschen Strafaktionen der armenischen Regierung gegen die Demonstranten und dass die aufgetretene Konfliktsituation ausschließlich durch einen Dialogprozess gelöst werden sollte.
Laut Human Rights Watch hat die armenische Polizei am 29. Juli 2016 eine übermäßige Gewalt gegen die Protestierenden verwendet und zahlreiche Medienschaffende, die über den Ablauf der Geiselnahme berichten wollten, körperlich angegriffen.
Amnesty International beschreibt in ihrem Bericht von 2017 die exzessive Willkür der Sicherheitskräfte, die mit Blendgranaten und Tränengas wahllos die Demonstrierenden und Journalisten attackierten und verprügelten. Durch die explodierenden Granaten hätten viele schwere Verbrennungen erlitten.

## Nach den Ereignissen
Der Beendigung des Geiseldramas folgten die willkürlichen Festnahmen der Teilnehmer und die Verfolgung ihrer Familienangehörigen. Politische Aktivisten berichteten über Schikanen, gesetzwidrige Wohnungsdurchsuchungen, Verhöre, die Einschränkungen bei der Inanspruchnahme anwaltlicher Dienste der Betroffenen etc. Nach der Revolution in Armenien wurde Sefilian am 13. Juni 2018 freigelassen.

## Sonstiges
Eine der Führungsfiguren von Sauna Tsrer, Waruschan Awetisjan erklärte, Armenien dürfe nicht eine Provinz Russlands werden und bezeichnete ihren Aufstand als einen nationalen Befreiungskampf gegen den russischen Kolonialismus.
Während des am 18. Juli 2018 stattgefundenen Gerichtsprozesses beschuldigte Pawlik Manukjan unerwartet zwei seiner Kampfgenossen, einen Polizisten erschossen bzw. ein Geldautomat unweit des eingenommenen Polizeireviers gesprengt zu haben. Warum er diese Aussagen gemacht hat, ist unklar.